# Саут Думдум
Саут Думдум (бенг. দক্ষিণ দমদম) је град у Индији у држави Западни Бенгал. Према незваничним резултатима пописа 2011. у граду је живело 410.524 становника.

## Становништво
Према незваничним резултатима пописа, у граду је 2011. живело 410.524 становника.
| 1991.   | 2001.   | 2011.   |
| ------- | ------- | ------- |
| 272.713 | 392.444 | 410.524 |